# حكايات قصيرة (مسلسل)
حكايات قصيرة مسلسل كوميدي سعودي، أنتج وعرض على التلفزيون السعودي في عام 1991.

## عناوين الحلقات
1. المالك الجديد
2. حادث تعارف
3. السيارة
4. مين يغدي مين
5. حالة خاصة
6. تحت المجهر
7. أقصر الطرق
8. فارس زمانه
9. التقليد الأعمى
10. المدورة
11. حسب التعليمات
12. العريس رقم 16
13. سلامة يا عقل
14. الصراحة راحة